# Chicken Run: Dawn of the Nugget
Chicken Run: Dawn of the Nugget (bra: A Fuga das Galinhas: A Ameaça dos Nuggets; prt: A Fuga das Galinhas: Estamos Fritas), popularmente conhecido no Brasil como A Fuga das Galinhas 2, é um filme britânico-americano de animação stop motion de comédia de 2023, produzido pela Aardman Animations em parceria com a Netflix. Uma sequência de A Fuga das Galinhas, lançado em 2000, o filme foi dirigido por Sam Fell, a partir de um roteiro de Karey Kirkpatrick, John O'Farrell e Rachel Tunnard, e uma história de Sam Fell.

## Sinopse
Um ano depois de fugirem da fazenda Tweedy, as galinhas encontraram um santuário pacífico da ilha para todo o rebanho, longe dos perigos do mundo humano, o grande sonho de Ginger. Quando ela e Rocky chocam uma menininha chamada Molly, o final feliz de Ginger parece completo, mas no continente, todo o tipo de frango enfrenta uma nova e terrível ameaça. Para Ginger e sua equipe, mesmo que isso signifique colocar em risco sua liberdade conquistada com muito esforço, eles terão que intervir.

## Elenco
- Thandiwe Newton como Ginger[6]
- Zachary Levi como Rocky[6]
- Bella Ramsey como Molly[6]
- Romesh Ranganathan como Nick[6]
- Daniel Mays como Fletcher[6]
- David Bradley como Fowler[6]
- Jane Horrocks como Babs[6]
- Imelda Staunton como Bunty[6]
- Lynn Ferguson como Mac[6]
- Nick Mohammed como Dr. Fry[6]
- Josie Sedgwick-Davies como Frizzle[6]

## Desenvolvimento
Uma sequência de A Fuga das Galinhas foi anunciada em 26 de abril de 2018, marcada para um lançamento desconhecido. A Aardman Animations se reuniria com a Pathé e o StudioCanal para a continuação. A DreamWorks Animation (e sua atual empresa controlada, a Universal Pictures) não teve envolvimento, pois encerrou sua parceria com a Aardman após o lançamento de Por Água Abaixo em 2006.
Sam Fell é o diretor, com Paul Kewley produzindo. Os escritores originais de A Fuga das Galinhas, Karey Kirkpatrick e John O'Farrell, retornarão para a sequência, embora nenhuma informação da história tenha sido revelada. Os co-fundadores da Aardman, Peter Lord e David Sproxton foram os produtores executivos.
Quase 20 anos após o lançamento de “A Fuga das Galinhas“, o filme vai ganhar uma continuação. A notícia foi confirmada em 23 de junho de 2020 pela própria Netflix, que é responsável pelo projeto junto com a Aardman.
Com indicações ao BAFTA e ao Globo de Ouro, a animação original fez sucesso ao narrar a história de um grupo de galinhas que tenta fugir do galinheiro para não virar torta. No elenco de vozes, estavam nomes como Mel Gibson e Julia Sawalha.
Ainda não há informações sobre os dupladores do novo filme. O que se sabe é que o roteiro está sendo desenvolvido por Karey Kirkpatrick, John O’ Farrell e Rachel Tunnard, enquanto Sam Fell assume a direção.

### Produção
A animação começou a ser produzida em 2021, segundo a Aardman Animations em seu perfil nas redes sociais. A nova animação é uma parceria entre a produtora inglesa e a Netflix.